# Sommette-Eaucourt
Sommette-Eaucourt ist eine französische Gemeinde mit 177 Einwohnern (Stand 1. Januar 2022) im Département Aisne in der Region Hauts-de-France (vor 2016 Picardie). Sie gehört zum Arrondissement Saint-Quentin, zum Kanton Ribemont und zum Gemeindeverband Saint-Quentinois.

## Geografie
Die Gemeinde Sommette-Eaucourt liegt 20 Kilometer südwestlich von Saint-Quentin am Somme-Kanal und dem parallel verlaufenden Flüsschen Sommette. Zwei Kilometer südlich des Ortsteils Eaucourt liegt der gemeinsame Grenzpunkt der Départements Aisne, Somme und Oise inmitten eines alten Bauernhofs namens Montalimont. Nachbargemeinden von Sommette-Eaucourt sind Pithon und Dury im Norden, Ollezy im Osten, Cugny im Südosten, Beaumont-en-Beine im Süden sowie Ham im Westen.

## Geschichte
Die während der Französischen Revolution gebildeten Gemeinden Sommette und Eaucourt wurden durch eine königliche Verordnung vom 2. Juni 1819 zu Sommette-Eaucourt zusammengelegt.

### Bevölkerungsentwicklung
| Jahr                       | 1962 | 1968 | 1975 | 1982 | 1990 | 1999 | 2006 | 2015 | 2022 |
| Einwohner                  | 188  | 172  | 173  | 139  | 150  | 157  | 139  | 186  | 177  |
| Quellen: Cassini und INSEE |      |      |      |      |      |      |      |      |      |

## Sehenswürdigkeiten

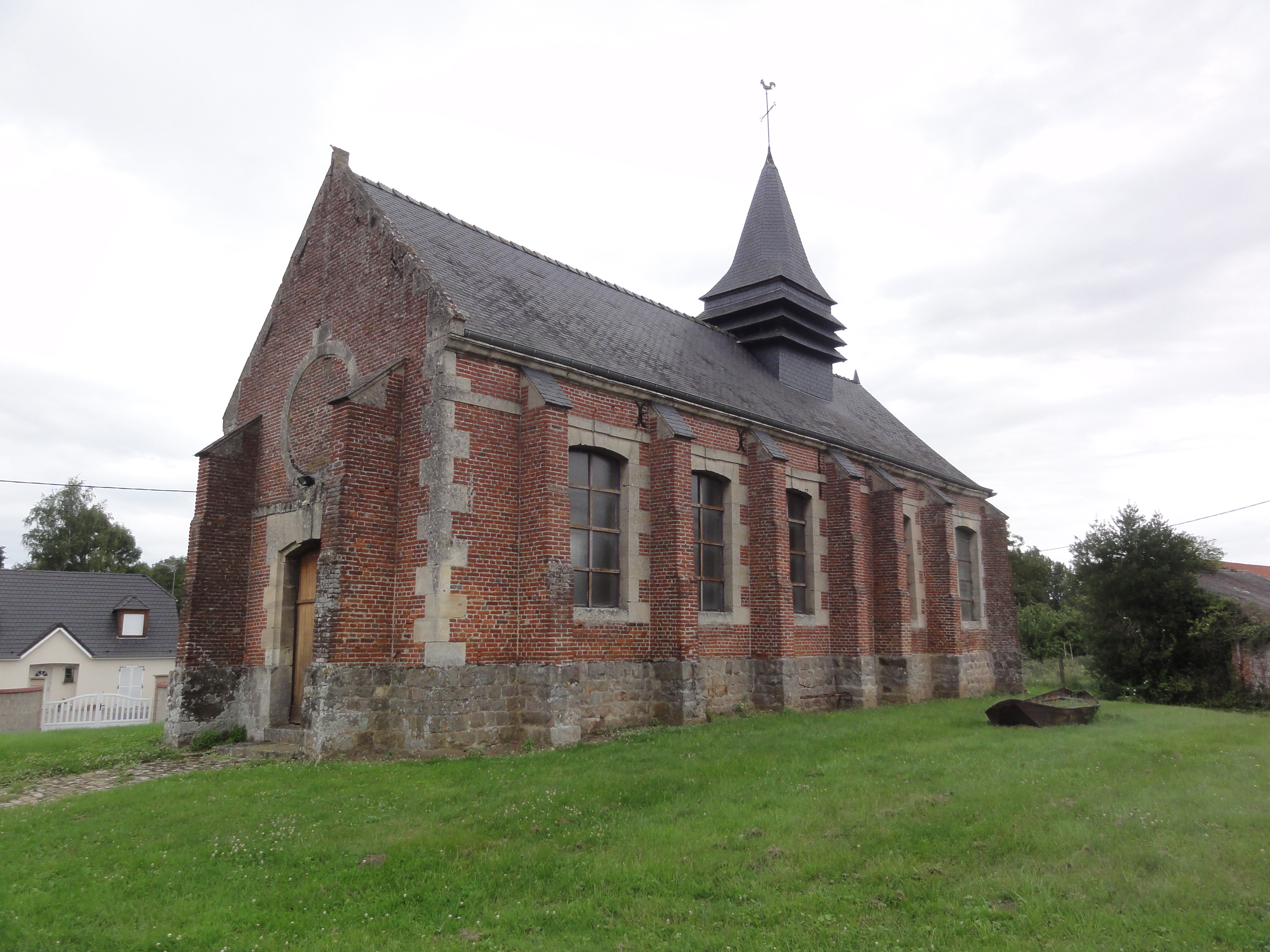
Kirche Saint-Brice in Sommette
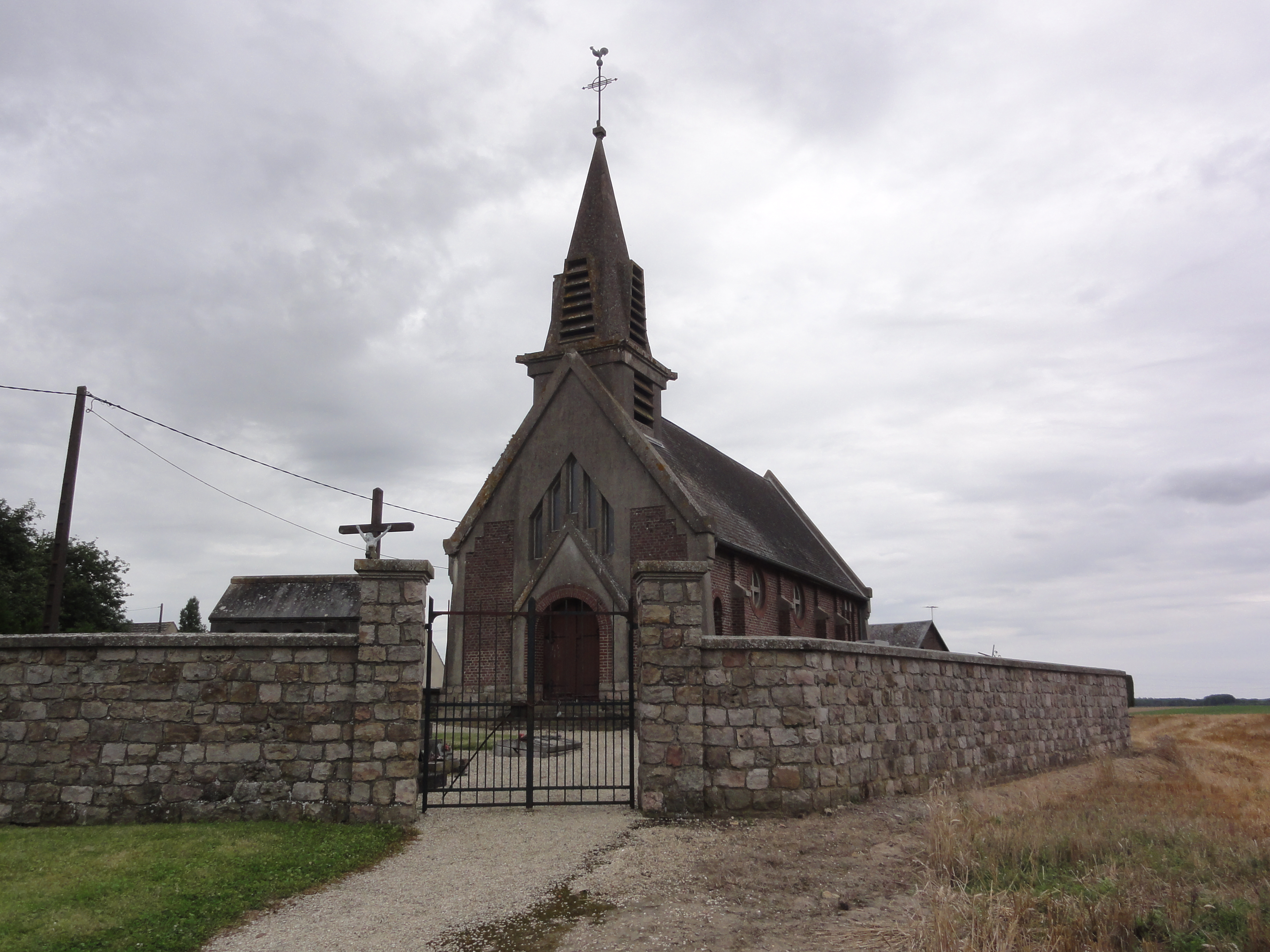
Kirche Saint-Martin in Eaucourt
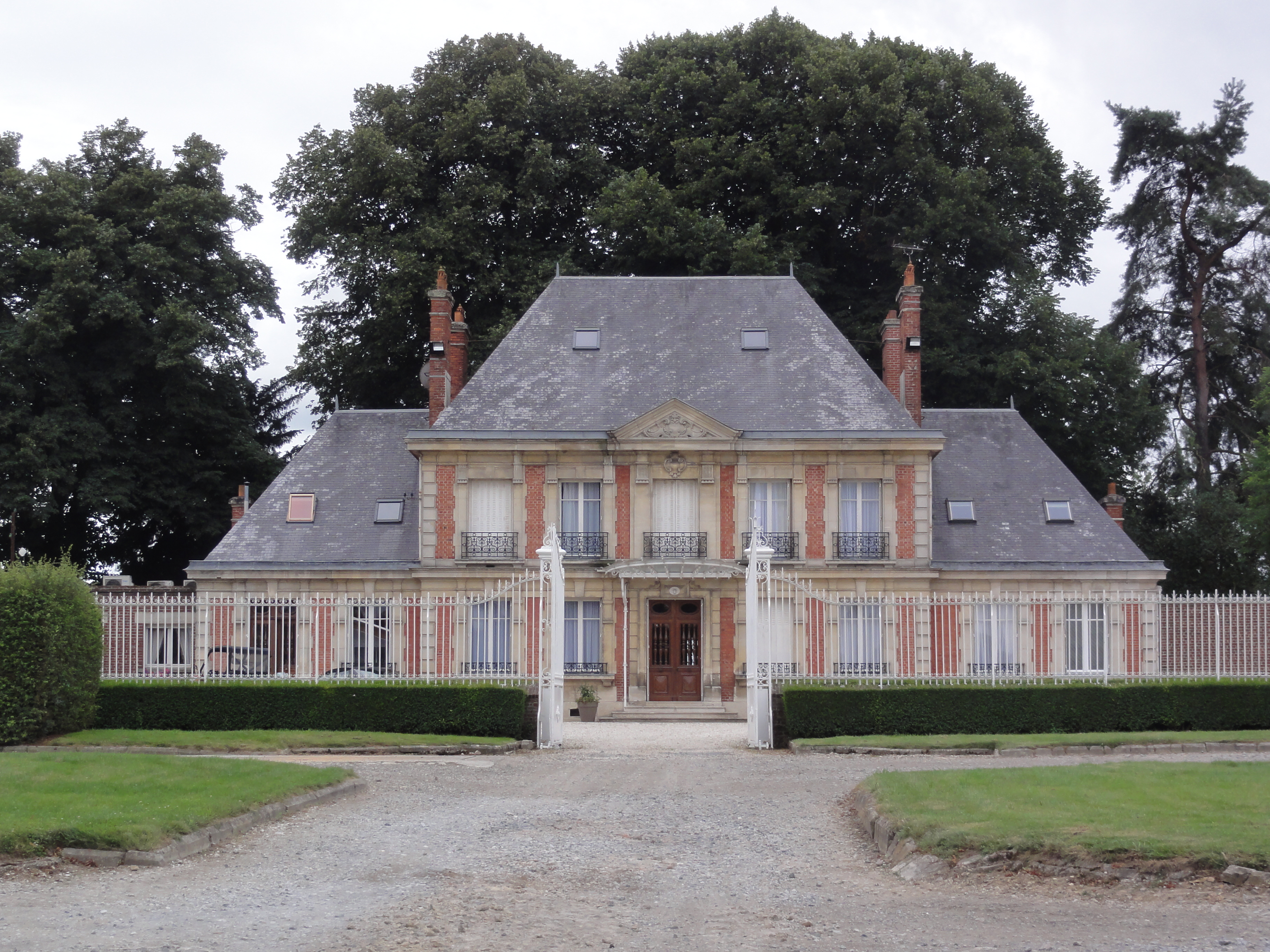
Schloss Sommette

- Kirche Saint-Brice in Sommette
- Kirche Saint-Martin in Eaucourt
- Schloss Sommette